# Musica Sequenza

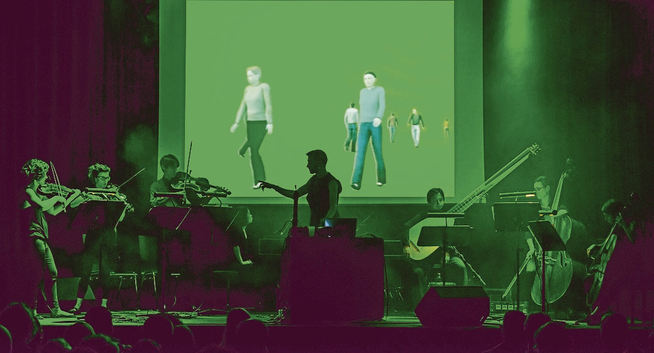
Musica Sequenza (2016)

Musica Sequenza ist ein internationales Kammermusik-Ensemble, welches die Musik von Komponisten der Barockzeit in zeitgenössische Kompositionen umformt. Das Ensemble wurde 2008 von dem Komponisten und Fagottisten Burak Özdemir in New York gegründet. Seit 2011 ist es in Berlin einquartiert.

## Geschichte
2008 wurde Musica Sequenza an der Juilliard School in New York von dem Künstlerischen Leiter Burak Özdemir als Kammermusikprojekt gegründet. Özdemir war der erste Fagottist in der Geschichte der Juilliard Universität, der zu dem Künstler Diplom Programm aufgenommen wurde und schrieb sich daraufhin in die Musiktechnologie-Abteilung ein. Im gleichen Jahr öffnete die Juilliard School den Kurs Historische Aufführungspraxis und Özdemir trat als Barock-Fagottist bei. Somit gründete sich Musica Sequenza innerhalb der Juilliard School in New York.
Heute besteht das Ensemble aus zwanzig Solisten verschiedener Länder: Deutschland, Frankreich, Belgien, Niederlande, Finnland, Bulgarien, Türkei, Australien, China, Japan und Korea. Das Ensemble spielt auf historischen Instrumenten des 18. Jahrhunderts und verfügt über ein Repertoire von der Renaissance bis zu Neuer Musik.
Das Ensemble wirkt in einem interdisziplinären Künstlerkollektiv für Musiker, Sänger, Tänzer, Choreographen, Architekten und Visuelle Künstler mit. Über die Jahre arbeitete Musica Sequenza mit Künstlern, wie zum Beispiel Sasha Waltz, Rolando Villazón, Matthew Herbert, Hernan Cattaneo, Larisa Navojec, Kenneth Weiss, Daniel Bubeck und Van Rivers zusammen.
Musica Sequenza nahm Musik für den Film "Diego Velázquez" auf, als Teil einer Velazquez Ausstellung, die 2014 im Grand Palais Museum in Paris eröffnete. Karim Aïnouz führte Regie bei diesem Film, der bei Arte TV ausgestrahlt wurde und später in Form einer DVD der Arte Edition herausgebracht wurde.
Mit der Produktion ‚Fuga: Die Elektro-Barock Oper’ im Baruch Performing Arts Center in New York 2010, etablierte das Ensemble das Genre „Elektro-Barock“. In Anlehnung an den 21. Jahrestages des historischen Nachtclubs KitKat in Berlin im Jahr 2015, wurde das Ensemble beauftragt, eine Elektro-Barock Oper zu produzieren und es entstand „Opera del Futuro“. Im gleichen Jahr gab das Internationale Händel Festival in Halle "Sampling Baroque Händel" in Auftrag, welches als erste Elektro-Barock Veröffentlichung in die Geschichte der Plattenfirma Sony Music einging. 2016 bestellte das Internationale Bachfest Schaffhausen den Zweiten Teil "Sampling Baroque Bach".
Im Jahr 2018 feierte Musica Sequenza die Premiere der Bachproduktion "Atlas Passion" in Zusammenarbeit mit dem Stadttheater Schaffhausen in der Schweiz.
Der Programmumfang des Ensembles verbindet Barockmusik, Musiktheater, Moderner Tanz und Elektronische Musik, sowie Video- und Lichtgestaltung. Verschiedene Touren haben Musica Sequenza in die Türkei, Niederlande, Deutschland, Frankreich, Schweiz und die Vereinigten Staaten gebracht. Als regelmäßige Gastgeber ihrer Produktionen fungieren Opernhäuser, Festivals und Theater, unter anderem das Istanbul International Music Festival, Internationale Bach Festival Schaffhausen, Oranjewoud Festival, Thüringer Bachwochen, Stadttheater Schaffhausen, Konzerthaus Berlin, Internationales Händel Festival in Halle, Bachakademie Stuttgart, Alice Tully Hall und Radialsystem V.

## Mitglieder
Burak Özdemir (künstlerischer Leiter und Barockfagott), Semion Gurevich (Barockgeige), Annie Gard (Barockgeige), Bianca Muggleton (Barockgeige), Edi Kotlyar (Barockgeige), Miako Klein (Barockgeige), Chang-Yun Yoo (Barockbratsche), Linda Mantcheva (Barockcello), Mirjam Wittulski (Kontrabass), Pedro Alcacer (Theorbe), Chen Zhang (Laute), Marianna Henriksson (Cembalo), Cengiz Özdemir (Orgel), Volkan Öktem (Perkussionsinstrumente), Jeanne Steinhausen (Leitung Künstlerisches Betriebsbüro)

## Diskographie
Musica Sequenzas Alben wurden von Deutsche Harmonia Mundi, Sony Music und Neue Meister herausgegeben.
- 2012 Antonio Vivaldi – The New Four Seasons
- 2013 Johann Sebastian Bach – The Silent Cantata
- 2014 Jean-Philippe Rameau –  Rameau a la Turque
- 2016 Georg Friedrich Händel – Sampling Baroque Händel
- 2019 Burak – Hermes[13]
- 2020 Burak – Devas[14]
- 2021 Georg Friedrich Händel – Morphine[15]
- 2021 Inferno[16]
- 2022 Burak – Orishas[17]
- 2022 Claudio Monteverdi – Monteverdi Vertigo[18]
- 2022 Johann Sebastian Bach – Sampling Baroque Bach[19]
- 2023 Kassia[20]